# Mad (Eslovàquia)
Mad és una vila i municipi d'Eslovàquia situat a la regió de Trnava. La primera menció escrita de la vila es remunta al 1254.

## Demografia
| Godina             | 1994 | 2004   | 2014   | 2024   |
| ------------------ | ---- | ------ | ------ | ------ |
| Nombre de persones | 476  | 498    | 541    | 576    |
| Diferència         |      | +4,62% | +8,63% | +6,46% |

| Godina             | 2023 | 2024   |
| ------------------ | ---- | ------ |
| Nombre de persones | 574  | 576    |
| Diferència         |      | +0,34% |